# 高家镇 (仁寿县)
高家镇，是中华人民共和国四川省眉山市仁寿县下辖的一个乡镇级行政单位。2019年12月，撤销鳌陵乡，将其所属行政区域划归高家镇管辖。

## 行政区划
高家镇下辖以下地区：
花园社区、鹰头村、长江村、战胜村、罗汉村、安全村、石青村、普贤村、土门村、六一村和玛瑙村。